# Offerdalsberg
Offerdalsberg är ett naturreservat i Krokoms kommun vid Offerdalsberg.
Naturreservatet bildades 1982, omfattar 198 hektar och består av naturskog. Området är numera även ett Natura 2000-område. Området är beläget ca 550 meter över havet, med gammal, grov granskog. Den största delen av skogen är 150-200 år men det finns granar som är mer än 250 år gamla. I området finns bland annat lappranunkel och mossan nordisk klipptuss. Offerdalsberg är utsett till Natura 2000-område även på grund av fågellivet.
Offerdalsberg har av Riksantikvarieämbetet klassats som kulturhistoriskt intressant.